# Varuproduktion
Varuproduktion (engelska: commodity production) avser tillverkning av varor för försäljning på marknaden, snarare än för direkt användning. Det är en central del av den moderna ekonomin och förekommer inom olika industrier som tillverkningsindustri, jordbruk och gruvdrift.
| Sektor                | Typ av varor       | Exempel            |
| --------------------- | ------------------ | ------------------ |
| Tillverkningsindustri | Konsumentvaror     | Elektronik, kläder |
| Jordbruk              | Jordbruksprodukter | Spannmål, kött     |
| Gruvdrift             | Råvaror            | Olja, metaller     |

## Historik
Varuproduktion har funnits sedan forntida tider, men industrialiseringen under 1700- och 1800-talet ledde till en omvandling där massproduktion blev dominant. Karl Marx analyserade varuproduktion som en grundläggande del av kapitalismen, där arbetets värde omvandlas till bytesvärde.

## Modern varuproduktion
Idag domineras varuproduktion av globala leveranskedjor och högteknologiska tillverkningsmetoder. Automatisering och artificiell intelligens (AI) har revolutionerat effektiviteten i produktionen.